# Hoshihananomia mitsuoi
Hoshihananomia mitsuoi là một loài bọ cánh cứng trong họ Mordellidae. Loài này được Nakane & Nomura miêu tả khoa học năm 1950.